# قوامی رازی
بدرالدین قوامی رازی شاعر پارسی‌گوی ایرانی شیعی سده ششم هجری است. شعرهایش رویه دینی دارند.
تنها مطلبی که راجع به قوامی رازی از منابع کهن به دست می‌آید به جز چند قطعه شعر این است که لقب او «اشرف الشعراء» و «بدرالدین» بوده و چون وی در ابتدا در سلک مدّاحان قوام‌الدین طغرائی بوده تخلص خود را از لقب این شخص برگرفته‌است.
از اشعاری که از قوامی رازی بدست مانده یکی قصیده‌ای است در ستایش قوام الدین طغرایی که یک جزء از آن نیز در هفت‌اقلیم آمده‌است.
بخشی از متن قصیده قوامی رازی در مدح قوام الدین طغرایی:
| سحرگه باده نوشان دوش با صد لطف و زیبائی  |  | ببالینم فرود آمد دو هفته ماه یغمائی              |
| گشاده از سر مستی همه بند بغلطاقش         |  | کله کج کرده بر تارک عیان صدگونه رعنائی           |
| رخی چونان که از خورشید مه پرگل کله بندد  |  | قدی چونان که از شمشاد شاخ تر بپیرائی             |
| هزاران زنگی اندر زلف و آنکه جمله سرگردان |  | هزاران هندو اندر چشم و آنگه جمله سودائی          |
| ز عنبر عارض سیمین او زنار بر بسته        |  | ز سنبل زلف مفتولش نموده صد چلیپائی               |
| فلک بر آتش رویش سپند خال افگنده          |  | ز بیم چشم بدگوئی همی ترسیده ترسائی               |
| ز زر مغربی بسته کمر یعنی که خورشیدم      |  | که در سالی مهی دارد کمر وانگاه دیبائی            |
| به لطف و ناز با من گفت چونی چون          |  | همی باشی چه می‌گوئی چه می‌سازی چه پردازی چه فرمائی |